# アドニア
アザマラ・パシュート (Azamara Pursuit) は、アザラマ・クラブ・クルーズが所有するクルーズ客船。
フランスのアトランティーク造船所で建造された。2011年5月よりP&Oクルーズが所有（同社が保有する客船7隻中最小）し、アドニア (Adonia) として運航されていたが、2018年からはアザラマ・クラブ・クルーズが所有し、現船名に改名された。

## 船名
- 2001年 - 2003年：R8（クルーズインベスト・エイトSA）
- 2003年 - 2006年：ミネルヴァII（オクタヴィアン・シッピング）
- 2007年 - 2011年：ロイヤル・プリンセス（プリンセス・クルーズ）
- 2011年 - 2018年：アドニア（P&Oクルーズ）
- 2018年以降：アザマラ・パシュート（アザラマ・クラブ・クルーズ）